# Pośredni Jagnięcy Przechód
Pośredni Jagnięcy Przechód (słow. Jahňacia priehyba, Prostredná Jahňacia priehyba) – przełęcz w słowackiej części Tatr Wysokich, położona w górnej części Jagnięcej Grani – północno-zachodniej grani Jagnięcego Szczytu. Oddziela Wielką Jagnięcą Basztę na południowym wschodzie od Małej Jagnięcej Baszty na północnym zachodzie.
Grań powyżej Pośredniego Jagnięcego Przechodu spiętrza się i staje się skalista. Południowo-zachodnie stoki Jagnięcej Grani opadają tu do Bździochowego Koryciska w Dolinie Kołowej, natomiast północno-wschodnie – do Jagnięcego Kotła w Dolinie Skoruszowej. W obie strony z przełęczy zbiegają żleby.
Podobnie jak cała Jagnięca Grań, Pośredni Jagnięcy Przechód jest niedostępny dla turystów i taterników – wspinaczka obecnie jest tutaj zabroniona. Najdogodniejsze wejście na przełęcz prowadzi od południowego zachodu z Bździochowego Koryciska, najtrudniejsza jest trasa z Jagnięcego Kotła.
Pierwsze znane wejścia:
- letnie – Martin Róth z towarzyszem, lipiec 1858 r.,
- zimowe – Stanisław Hiszpański, 2 kwietnia 1928 r.[2]

W literaturze pojawia się niekiedy nieprawidłowa nazwa Jagnięca Przehyba.